# Joseph-Martial Mouly
Pour les articles homonymes, voir Mouly.
Joseph-Martial Mouly, né le 2 août 1807 à Figeac et mort le 4 décembre 1868 à Pékin, est un missionnaire français qui fut évêque en Chine.

## Biographie
Il entre dans la congrégation des lazaristes, le 18 octobre 1825 à Paris et il est ordonné prêtre à Amiens, le 2 avril 1831. Il est envoyé en Chine à Macao, le 14 juin 1834. Il est ensuite en mission à Xiwanzi et ses supérieurs lui donnent leur accord pour explorer la mission de Pékin et la Mongolie à partir de 1835, où il est aidé par un prêtre chinois, Matthieu Xue, lazariste. Joseph-Martial Mouly est nommé vicaire apostolique de Mongolie et évêque titulaire de Fussala (de), le 23 août 1840, puis il est administrateur apostolique de Pékin, le 28 avril 1846. Sa résidence est à Anjiazhuang dans la région de Baoding.  Il est nommé vicaire apostolique de Tangshan, en 1848, puis en 1855, il s'installe à Shanghai (Chang-Haï, selon l'orthographe française de l'époque). Il prépare la création du vicariat du Tché-Li septentrional (dont dépend Pékin, et dont il prend la tête), du Tchéli du Sud-Ouest (1856-1858) et il siège au Pé-Tang, où il traverse l'épreuve de la guerre de 1860.